# ACOT13
A acil-CoA tioesterase 13 é uma proteína que em humanos é codificada pelo gene ACOT13. Este gene codifica um membro da superfamília da tioesterase. Em humanos, a proteína co-localiza-se com microtúbulos e é essencial para a proliferação celular sustentada.